# Русначенко Оксана
Оксана Русначенко (30 липня 1993) — українська волейболістка, зв'язуюча.

## Із біографії
Вихованка Київського обласного ліцею-інтернату фізичної культури і спорту (КОЛІФКС), перемжниця юнацької першості України 2007 року. В одеській «Джінестрі» спочатку виступала як ліберо, а потім перекваліфікувалася на догравальницю. Майстер спорту України.

## Клуби
| Роки      | Команди                    |
| --------- | -------------------------- |
|           | «Спортліцей» (Біла Церква) |
| 2010—2012 | «Джінестра» (Одеса)        |
| 2015—2017 | «Каунас»                   |
| 2017—2018 | «Аусріне»                  |
| 2018—2019 | «Алітус»                   |
| 2019—2020 | «Лаферуа»                  |
| 2020—2021 | «Куаниш»                   |
| 2021—2022 | «Тетіс» (Вула)             |
| 2022—2023 | «Пуйо Воллі»               |

## Досягнення
- Володар кубка України (1): 2011
- Чемпіон Литви (2): 2016, 2017
- Чемпіон Балтійської ліги (2): 2017, 2019
- Бронзова призерка чемпіонату Казахстану (1): 2021
- Бронзова призерка кубка Греції (1): 2022
- Бронзова призерка чемпіонату Фінляндії (1) 2023